# Wanja Basel
Wanja Basel, född 22 januari 1944 i Trollhättan, är en svensk skådespelare.

## Filmografi
- 1971 – Badjävlar (TV)
- 1972 – Snapphanepojken (TV-serie)
- 1972 – Dela lika (TV-serie)
- 1980 – Sverige åt svenskarna

### Fotnoter
1. ↑  ”Wanja Basel”. Svensk Filmdatabas. http://www.sfi.se/sv/svensk-filmdatabas/Item/?type=PERSON&itemid=176454&ref=%2ftemplates%2fSwedishFilmSearchResult.aspx%3fid%3d1225%26epslanguage%3dsv%26searchword%3dWanja+Basel%26type%3dPerson%26match%3dBegin%26page%3d1%26prom%3dFalse. Läst 27 september 2012.